# Мала хидроелектрана Гамзиград
Мала хидроелектрана „Гамзиград“ једна је од десет најстаријих хидроелектрана у Србији која се налази се на Црном Тимоку који извире испод крајњих обронака Кучајских планина у Гамзиградској Бањи. Хидроелектрана никада није престајала са радом током свог постојања које траје дуже од једног века и у нормалним хидролошким условима годишње произведе око 1.200.000 киловат сати електричне енергије.

## Положај
Хидроелектрана Гамзиград налази се у непосредној близини Гамзиградске Бање у источној Србији, 220 km југоисточно од Београда, а 11 km западно од Зајечара, у меандарској долини доњег тока Црног Тимока, на самим његовим обалама, недалеко од магистралног пута Зајечар – Параћин.
Географски положај
- Северна гографска ширина: 43° 54′ 00"
- Источна географска дужина: 22° 12′ 00"
- Надморска висина: 167 m

## Историјат
Настанак хидроелектране Гамзиград везана је за почетак електрификације у Зајечару на иницијативу признатог српског физичара Ђорђа Станојевића. Наиме он је 1902. године предложио да се изгради електрична центарала која би осветлила Зајечар и покретала млинове и машине у индустријским компанијама. Све је почело јуна 1902. године.
| „ | ...на збору грађана у Зајечару, на коме је говорио Ђорђе Станојевић, професор Високе школе у Београду, о томе како би ваљало да се на Тимоку изгради хидроелектрана. Најсигурнији пут за остварење тог посла било би оснивање акционарског друштва. Грађанима се допало његово јасно и полетно излагање, па су врло лако донели одлуку и прихватили његов предлог. | ” |

Из недовољно познатих разлога дошло је до несугласица међу оснивачима „Зајечарског електричног друштва“, па се акционарско друштво убрзо и распало.
Након распада је иследила двогодишња борба два ривала, угледних Зајечараца – Томе Милошевића и Јеремије Савића, око добијања права на подизање хидроелектране. Тома Милошевић је од Министарства народне привреде тражио повластицу крајем децембра 1903. године производњу зејтина, као и „право употребе воде ради производње електричне снаге, а Јеремија је од Начелства округа тимочког затражио
право на подизање хидроелектране ради осветљења Зајечарске вароши и рад других предузећа.
Јеремији је маја 1905. године издата тражена повластица, док Тома још увек није добио никакав одговор, јер је и поред позитивног мишљења Привредног савета Министарство народне привреде, Министарство одуговлачило са издавањем дозволе. Међутим, електране које су подизане као самостална предузећа, морале су да траже дозволу и повластице од Министарства народне привреде као и остала индустријска предузећа. Из тог разлога Тома Милошевић је Министарству привреде поднео реферат са статистичким подацима у протеклих десет година, који су указивали на то да се много новца плаћа на увоз оне врсте уља која би се могла успешно производити у земљи. Такође је покренуо и своје политичке везе.
С обзиром да је јануара 1906. наступио Царински рат, те године је коначно, Народна скупштина усвојила Закон о повластици Уроша Милошевића и синова. Закон је указом краља Петра I потврђен и обнародован, чиме је Тома добио право на концесију наредних десет година. Након тога је Јеремија одустао од ривалства и цео посао препустио Томи.
Радови на изградњи хидроелектране почели су марта 1908. За изградњу хидроелектране изабрано је место звано Бељигово. На том месту, с једне стране брда Црни Тимок тече у виду меандра. С друге стране брда је изграђена брана на Тимоку, а кроз брдо је прокопан тунел, који од бране доводи воду Тимока у електрану. Канал је дугачак 160 m, од чега вода последњих 60 m тече тунелом. Брана је направљена од зиданог камена и дугачка је целом ширином реке која износи око 50 m, док је на десној страни бране направљено преливно поље. Пројекат је израдила фирма Ganz&Comp из Будимпеште. Према пројекту, зграда електране је заузимала 280 m², а пројектована је и још једна помоћна зграда површине око 70 m², за смештај мајстора. Грађевинске радове су извели Милошевићи, који су у ту сврху ангажовали локално становништво. Допремљена је машинска опрема која се састојала од водене турбине марке Francis, снаге од 130 коњских снага, хоризонталне осовине, са 240 обртаја у минуту. Основни недостатак је био ручни регулатор. Турбина је била спојена са осовином трофазног генератора снаге 100 kW, напона 6.000V јачине 11,5 V, преко каиша (ремена).
Годину дана након започетих радова, власник фирме „Урош Милошевић и синови“ и варошка општина Зајечар склопили су уговор о „електричном осветљењу вароши“. Фирма је према потписаном уговору прихватила обавезу да у вароши да постави улично осветљење. Струја високог напона је од електране преношена ваздушним водом у дужини од 10 km, на дрвеним багремовим и храстовим стубовима, са бакарним проводницима. У граду је било инсталисано седам трансформатора, који су струју напона 6.000 V трансформисали на 250 V. Варошку мрежу је у почетку чинило пет пламених лампи (Bogen-lampe) и 190 сијалица, обухватајући само главне улице, а мрежа се касније постепено ширила.
После успешног пробног рада, електрана је почела да производи струју 1. новембра 1909. године. Тог дана је приређено свечано пуштање струје, сијалице и лампе су засијале су на варошкој пијаци.
Хидроелектрана је дању коришћена за потребе фирмине фабрике зејтина и њеног млина, као и војног млина, док се у вечерњим сатима струја користила за осветљење варошких улица. Одмах по почетку рада израђен је Правилник за употребу електричне струје
из постројења, којим је утврђен приоритет и ценовник за увођење и давање струје новим потрошачима. Ко год је хтео да се прикључи на варошку мрежу, требало је да попуни пријаву која се налазила уз Правилник и да приложи капару. Ширење мреже и постављање инсталација новим претплантицима су увођени бесплатно, а претплатници су сами куповали струјомер. Општина је такође плаћала за улично осветљење вароши као и на име трошарине за бандере.
ХЕ „Гамзиград“ која се најпре налазила у приватном власништву, је уједно била друга (након ХЕ Градац) и последња приватна хидроелектрана у Србији која је служила у јавне сврхе.
Године 1911. фирма је изградила још једну хидроелектрану, која је названа „Млин“ и налазила се поред фирминог млина и фабрике зејтина. Мада је била повезана са варошком мрежом, коришћена само у случају преке потребе, као резерва главној електрани. Струјом су из те две електране снабдевани фирмини млинови у Извору, Вражогрнцу и Лубници, али су и мештани тих села имали могућност да уведу електрично светло у своје домове, пре многих и много већих места у Србији.
Електрана је током Првог светског рата радила са малим прекидама, али је била током рата оштећена. Милошевићима је после рата исплаћена ратна отдштета.
Тома Милошевић, који једини руководио свим породичним пословима је 1919. године умро изненада у 57. години живота.
С обзиром да се након рата због оснивања индустријских постројења и увођења електричних мотора у занатлијским и трговачким радњама и увођења електичне струју у домаћинствима потрошња електричне енергије знатно повећала, хидроелектрана с ручном регулацијом турбине више није могла да подмири потребе. Милошевићи су затим започели са осавремењавањем централе. Године 1921. набављен је нова водена турбина марке Francis, са 185 коњских снага и аутоматским регулатором, као и генератор снаге 160kVA, напона 6 300 V, а 1924. су набаљени још по један генератор и турбина истих параметра, тако да је укупна снага електране износила 320 kVA.
У исто време, општинске власти су одлучиле да изграде општинску електрану. Крајем 
1923. године у Зајечару је започела изградња електране, са две локомобиле неједнаких снага (205 и 170 KS) и два генератора. Постројење је завршено до краја 1924. године, тако да су од таа у граду постојале две паралелне и конкурентске мреже. Милошевићи су одлучили да наставе борбу за очување монопола. Упућивали су молбе и жалбе на свим нивоима, а претплатницима давали многе погодности. Фебруара 1929. године комисија је прегледала постројења и мрежу „Милошевић и синови“ и установила је бројне недостатке, на мрежи ниског и високог напона, на трафостаницама у селима и дотрајалост стубова. С обзиром да Милошевићи нису успели да исправе недостатке, маја 1929. године уследила им је забрана снабдевања Зајечара електичном енергијом. Зајечарци су се постепено прикључивали на општинску мрежу, док су околна села наставила да се снабдевају из ХЕ „Гамзиград”. Године 1936. производња електричне енергије у ХЕ „Гам-
зиград“ је износила 270 000 kWh.
ХЕ „Гамзиград” је касније предата на газдовање домаћинствима у Зајечару и околним селима. Од 1947. године налазила се у власништву је тимочког електропривредног предузећа, које је 1958. године променила назив у "Електротимок", под којим и данас послује.

## Грађевинско-техничке карактеристике
| Тип бране                 | Бетонска |
| Грађевинска висина        | 6 m |
| Водоток                   | Црни Тимок |
| Слив                      | Тимок |
| Инсталисани проток        | 4,20 m³/s |
| Инсталисана снага         | 0,22 MW |
| Турбине                   | Две Francis турбине, произвођача „Ј. M. Voith St. Polten Ganz“ инсталисане 1909. и 1921. године                                     |
| Генератори                | Два генератора трофазне наизменичне струје, произвођача „Siеmens-Schuckert Werke Wien“ инсталисана 1909. и 1921. - снага: по 112 kW |
| Могућа годишња производња | 1,00 GWh |
| Напомена                  | Турбина и генератор инсталисани 1909, демонтиран су 1924. године                                                                    |